# Джелло Биафра
Дже́лло Биа́фра (англ. Jello Biafra), настоящее имя — Э́рик Рид Буше́ (англ. Eric Reed Boucher; род. 17 июня 1958, Боулдер, Колорадо, США) — американский панк-рок-музыкант, музыкальный издатель и политический активист. Фронтмен панк-группы Dead Kennedys.
Свой псевдоним Джелло Биафра взял в качестве отсылки к небольшой республике в Нигерии, которая, пожелав отделиться, обрекла себя на блокаду американо-английскими войсками, в результате которой погибло больше половины коренного населения. 
Джелло известен, в частности, как фронтмен и автор песен группы «Dead Kennedys», а также как основатель независимого лейбла «Alternative Tentacles», специализирующегося на издании хардкор-панк, сайкобилли, альтернативной рок-музыки, а также spoken word записей левой политической направленности (в частности, на лейбле издавались spoken word работы известного американского публициста, философа и теоретика Ноама Хомского).

## Распад «Dead Kennedys», проблемы с цензурой, Spoken Word, коллаборации
После выхода альбома «Frankenchrist» группы «Dead Kennedys» — Биафра стал фигурантом судебного разбирательства, инициированного организацией P.M.R.C.. Ему был выписан штраф в размере двух тысяч долларов, в также на него завели дело, грозившее двумя годами тюрьмы. Биафра принял решение бороться и присоединился к Фрэнку Заппе в кампании против P.M.R.C. и «Вашингтонских жен», осуществляющих мелочный контроль над текстами рок-музыкантов под эгидой борьбы против сексуальной пропаганды, наркотиков и насилия. Основав вместе с коллегами по панк-сцене «Антицензурный комитет», Джелло начал собирать деньги на грядущее судебное разбирательство. На то, чтобы оспорить иск в две тысячи долларов, у Биафры ушло почти восемьдесят тысяч долларов и около двух лет судебных заседаний. В итоге Биафру признали невиновным, однако борьба с цензурой стоила банкротства не только лидеру «Dead Kennedys», но и его лейблу «Alternative Tentacles».
На фоне продолжительного судебного разбирательства накалялась и обстановка в кругу «Dead Kennedys», которая привела к разногласиям Джелло с остальными музыкантами, а затем и к скорому распаду коллектива. После распада «Dead Kennedys», с 1987 года, под влиянием альбома «Family Man» группы «Black Flag», Биафра начал карьеру в жанре Spoken Word записав серию «разговорных альбомов» сатирического характера. Кроме того, он сотрудничал со множеством музыкальных коллективов записывая совместные альбомы, в числе которых «Lard» (совместный проект с Элом Йоргенсеном из группы «Ministry»), «NoMeansNo», «D.O.A.», «Mojo Nixon».

## Судебное разбирательство с участниками «Dead Kennedys» и дальнейшая деятельность
Октябрь 1998 года ознаменовал начало судебных тяжб Биафры с бывшими коллегами по группе «Dead Kennedys». Музыканты обратились в суд обвиняя Биафру в несправедливом распределении доходов от продаж пластинок группы и плохой организации рекламной деятельности «Alternative Tentacles». После трёхгодового судебного разбирательства, в качестве приговора, Джелло был выписан крупный штраф в размере двухсот тысяч долларов, а кроме этого, он был лишён прав на все альбомы «Dead Kennedys», за исключением первого. После этого случая, всё дальнейшее сотрудничество Биафры с бывшими коллегами из «Dead Kennedys» закончилось. Он негативно отнёсся к их воссоединению в начале 2000-х и отказался принимать участие в гастрольном туре.
Спустя определённый период, в 2004 году, Биафра присоединился к культовой сладж-метал группе «Melvins», в составе которой было записано два полноформатных альбома «Never Breathe What You Can’t See» и «Sieg Howdy!».
Затем, в 2008 году Джелло собрал вторую постоянную группу со времён «Dead Kennedys» — «Guantanamo School of Medicine», играющую смесь хардкор-панка и сайкобили, с которой активно гастролирует и записывает альбомы.

## Политическая активность
Биафра активный участник американской партии зелёных. Сторонник прогрессивного налогообложения, антиконсъюмеризма и либертарного социализма. В 2011 году поддерживал движение «Захвати Уолл-стрит».
В своих выступлениях использует шоковую ценность и выступает за прямые действия и шутки во имя политических целей. Известно, что Биафра использует абсурдистскую медийную тактику в левой традиции Йиппи для освещения вопросов гражданских прав и социальной справедливости.
С 2010 года ведёт видеоблог на Youtube-канале, который посвящён лейблу «Alternative Tentacles». В рамках рубрики «What Would Jello Do» делает регулярные обзоры и высказывания на актуальные политические и социальные темы.

## Актёрская деятельность
Помимо музыкальной и политической карьеры, Биафра также известен и как актёр, играющий в различных фильмах американского независимого кинематографа. Неоднократно принимал участие и в документальных фильмах, посвящённых панк-субкультуре

## Дискография
Spoken word:
- No More Cocoons — 1987
- High Priest of Harmful Matter − Tales From the Trial — 1989
- I Blow Minds for a Living — 1991
- Beyond the Valley of the Gift Police — 1994
- If Evolution Is Outlawed, Only Outlaws Will Evolve — 1998
- Become the Media — 2000
- Machine Gun in the Clown's Hand — 2002
- In the Grip of Official Treason — 2006

Jello Biafra and the Guantanamo School of Medicine:
- The Audacity of Hype — 2009
- Enhanced Methods of Questioning (EP) — 2011
- SHOCK-U-PY! (EP) — 2012
- White People and the Damage Done — 2013
- Tea Party Revenge Porn — 2020

Совместно с другими проектами:
- Last Scream of the Missing Neighbors — 1989, с D.O.A.
- Supernaut — 1990, с 1000 Homo DJs (под псевдонимом Count Ringworm)
- The Sky Is Falling and I Want My Mommy — 1991, с No Means No
- Tumor Circus — 1991, с Steel Pole Bath Tub
- Prairie Home Invasion — 1994, с Mojo Nixon
- Never Breathe What You Can't See — 2004, с The Melvins (указан на обложке альбома как Osama McDonald)
- Sieg Howdy! — 2005, с The Melvins (указан на обложке альбома как J Lo)
- Cocked & Loaded — 2006, с Revolting Cocks (указан на обложке альбома как Jello Biafra, Occupant, Smegma Pigvomit, Osama McDonald, и J Lo)
- Walk On Jindal’s Splinters — 2015, с The New Orleans Raunch